# Hello, Dolly!
Hello, Dolly! (bra: Alô, Dolly!; prt: Hello, Dolly!) é um filme estadunidense de 1969, do gênero comédia romântico-musical, dirigido por Gene Kelly, com roteiro de Ernest Lehman baseado no musical Hello, Dolly!, de Michael Stewart e Jerry Herman, por sua vez baseado na peça teatral The Matchmaker, de Thornton Wilder.

## Elenco
- Barbra Streisand ..... Dolly Levi
- Walter Matthau ..... Horace Vandergelder
- Michael Crawford ..... Cornelius Hackl
- Marianne McAndrew ..... Irene Molloy
- Danny Lockin ..... Barnaby Tucker
- E.J. Peaker ..... Minnie Fay
- Joyce Ames ..... Ermengarde Vandergelder
- Tommy Tune ..... Ambrose Kemper
- Judy Knaiz ..... Gussie Granger/Ernestina Simple
- David Hurst ..... Rudolph Reisenweber
- Fritz Feld ..... Fritz, o garção alemão
- Richard Collier ..... Joe, o barbeiro de Vandergelder
- J. Pat O'Malley ..... Policial no parque
- Louis Armstrong ..... Louis, o líder de orquestra

## Sinopse
Dolly Levi é uma viúva casamenteira que, contratada para arrumar uma noiva para um cliente milionário, acaba se apaixonando por ele. Este, por sua vez, se interessa por uma chapeleira. Para não perder o bom partido, a viúva faz um arranjo para aproximar a chapeleira de um empregado de seu cliente.

## Prémios e nomeações
| Prêmio             | Categoria                         | Recipiente                                                                                          | Resultado |
| ------------------ | --------------------------------- | --------------------------------------------------------------------------------------------------- | --------- |
| Oscar 1970         | Melhor filme                      | Ernest Lehman (prod.)                                                                               | Indicado  |
| Oscar 1970         | Melhor trilha sonora              | Lennie Hayton, Lionel Newman                                                                        | Venceu    |
| Oscar 1970         | Melhor fotografia                 | Harry Stradling                                                                                     | Indicado  |
| Oscar 1970         | Melhor som                        | Jack Solomon, Murray Spivack                                                                        | Venceu    |
| Oscar 1970         | Melhor edição                     | William Reynolds                                                                                    | Indicado  |
| Oscar 1970         | Melhor figurino                   | Irene Sharaff                                                                                       | Indicado  |
| Oscar 1970         | Melhor direção artística          | John DeCuir, Jack Martin Smith, Herman Blumenthal, Walter M. Scott, George Hopkins, Raphael Bretton | Venceu    |
| Globo de Ouro 1970 | Melhor filme - comédia ou musical | Ernest Lehman (prod.)                                                                               | Indicado  |
| Globo de Ouro 1970 | Melhor direção                    | Gene Kelly                                                                                          | Indicado  |
| Globo de Ouro 1970 | Melhor atriz - comédia ou musical | Barbra Streisand                                                                                    | Indicado  |
| Globo de Ouro 1970 | Melhor atriz coadjuvante          | Marianne McAndrew                                                                                   | Indicado  |
| Globo de Ouro 1970 | Revelação feminina                | Marianne McAndrew                                                                                   | Indicado  |
| BAFTA 1970         | Melhor atriz                      | Barbra Streisend                                                                                    | Indicado  |
| BAFTA 1970         | Melhor ator                       | Walter Mathau                                                                                       | Indicado  |
| BAFTA 1970         | Melhor cinematografia             | Harry Stradling                                                                                     | Indicado  |
| BAFTA 1970         | Melhor direção artística          | John De Cuir                                                                                        | Indicado  |

## Trilha sonora
| Críticas profissionais | Críticas profissionais |
| Avaliações da crítica  | Avaliações da crítica  |
| Fonte                  | Avaliação              |
| ---------------------- | ---------------------- |
| allmusic               | [ 9 ]                  |

Hello Dolly: Original Motion Picture Soundtrack é a trilha sonora do filme Hello, Dolly!, estrelado pela cantora e atriz americana Barbra Streisand.
O LP foi lançado nos Estados Unidos em outubro de 1969 mas não obteve grande sucesso comercial. A trilha permanece sem certificados e atingiu pico de #49 nas charts da Billboard. O disco foi lançado apenas em 1994 no formato CD. A capa foi feita pelo artista Richard Amsel, famoso artista da época que trabalhou na capa de discos da cantora  e atriz Bette Midler.

### Faixas
1. Just Leave Everything To Me [3:22]
2. It Takes A Woman [3:03]
3. It Takes A Woman (Reprise) [2:13]
4. Put On Your Sunday Clothes [5:27]
5. Ribbons Down My Back [2:26]
6. Dancing [3:26]
7. Before The Parade Passes By [4:50]
8. Elegance [2:55]
9. Love Is Only Love [3:07]
10. Hello, Dolly! [7:50]
11. It Only Takes A Moment [4:07]
12. So Long Dearie [2:36]
13. Finale [4:16]

### Singles
| #  | Título                                            | Ano  |
| -- | ------------------------------------------------- | ---- |
| 1. | "Before The Parade Passes By / Love is Only Love" | 1969 |
| 2. | "Hello, Dolly!" (mono) / "Hello, Dolly!" (stereo) | 1969 |